# Hayes River
Der Hayes River ist ein Fluss in der kanadischen Provinz Manitoba.
Die Quelle des Hayes ist kaum fest zu benennen, er bildet den Abfluss des Molson Lake, der von Süden aus einer Vielzahl nahe gelegener kleiner Flüsse und Seen des kanadischen Schilds gespeist wird. Vom Molson Lake aus durchquert er weiter den Schild und zuletzt das Tundra-Tiefland südlich der Hudson Bay, in die er nach etwa 500 km Gesamtlänge mündet. Der Hayes bildet mit seinen Nebenflüssen ein eigenes Flusssystem, das mit einem Einzugsgebiet von 108.000 km² gut halb so groß ist wie das des Rheins, für kanadische Verhältnisse aber eher klein. Der durchschnittliche Abfluss von 650 m³/s ist für die Größe des Abflussbeckens relativ gering, was aus den niedrigen Niederschlagsmengen des aus Taiga und Tundra bestehenden Gebietes resultiert.
Schon lange Zeit vor Ankunft der ersten Europäer diente der Fluss Indianern der Cree und Shamattawa als Transportweg für ihre Jagdexpeditionen. Vom 17. bis ins 19. Jahrhundert wurde der Hayes von Handelsexpeditionen der Hudson’s Bay Company (HBC) als Route zwischen ihrer nordamerikanischen Zentrale York Factory an der Hudson Bay und dem zentralen Handelsposten im Inland, Norway House, genutzt. Zwischen den 1820er Jahren und den 1840er Jahren folgte auch der York Factory Express, eine Fernhandelsroute der Hudson’s Bay Company zwischen der York Factory und dem Fort Vancouver im Columbia District, dem Verlauf. Die Route führte über die nur 10 Meter breite Wasserscheide bei Painted Stone Portage in den kleinen Echimamish River zum Flusssystem des Nelson River. Nach James Hayes, einem Teilhaber aus Gründungszeiten der HBC, wurde der Fluss dann auch benannt. Heute wird der Hayes außer von den Indianern auch von Touristen für Jagd-, Angel- und Kanutouren benutzt.
Wegen seiner historischen Bedeutung wurde der Fluss 2006 ins Canadian Heritage Rivers System aufgenommen.